# Плешев
Плешев (пол. Pleszew) — город в Польше, входит в Великопольское воеводство, Плешевский повят. Является центром одноимённых повята и гмины. Гмина, которую возглавляет Плешев, имеет статус сельско-городской гмины, что значит, что помимо собственно города в неё входят также и сельские местности. Город занимает площадь 13,19 км². Население 19 000 человек (на 2004 год).

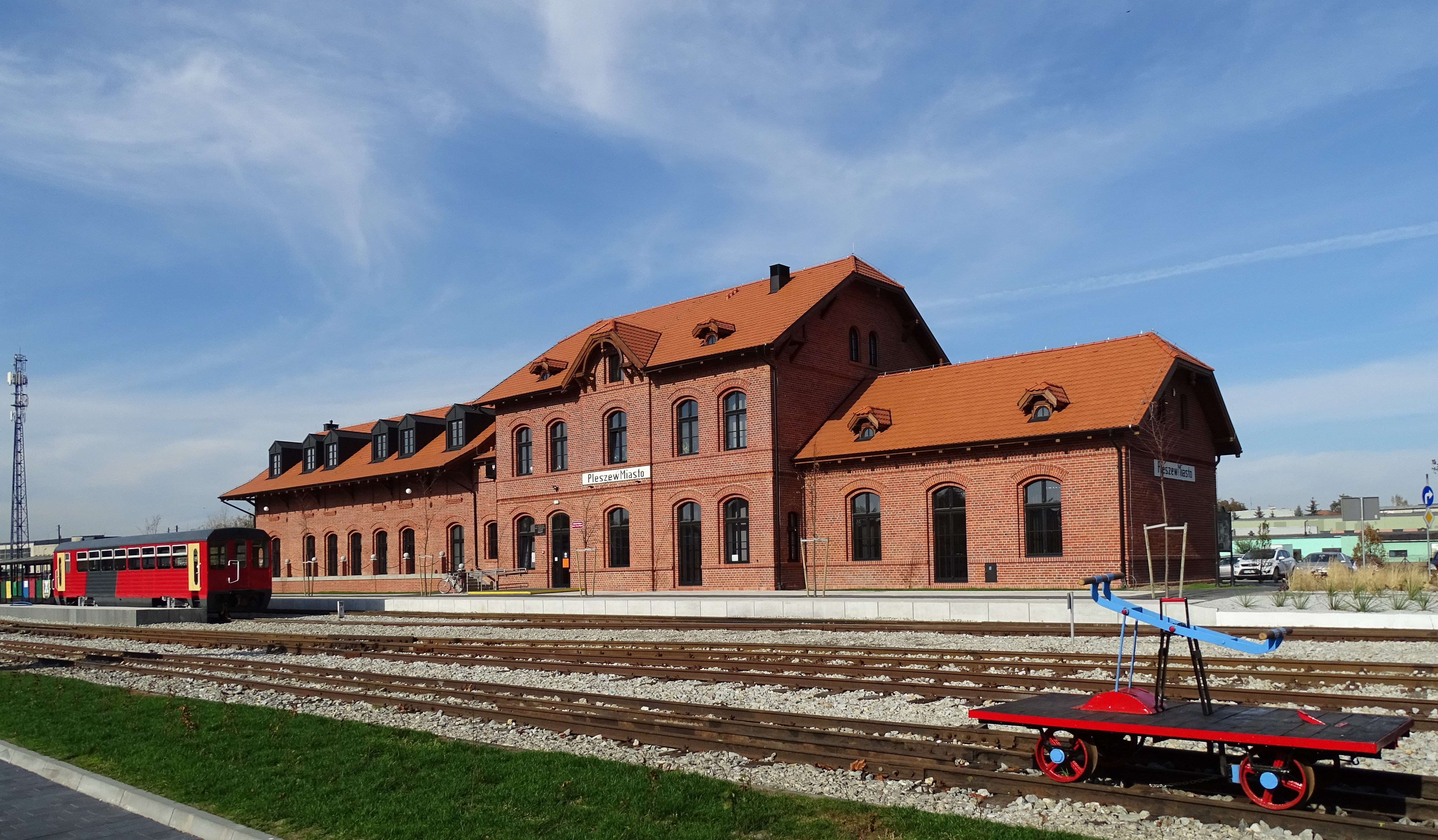
Узкоколейная железнодорожная станция.
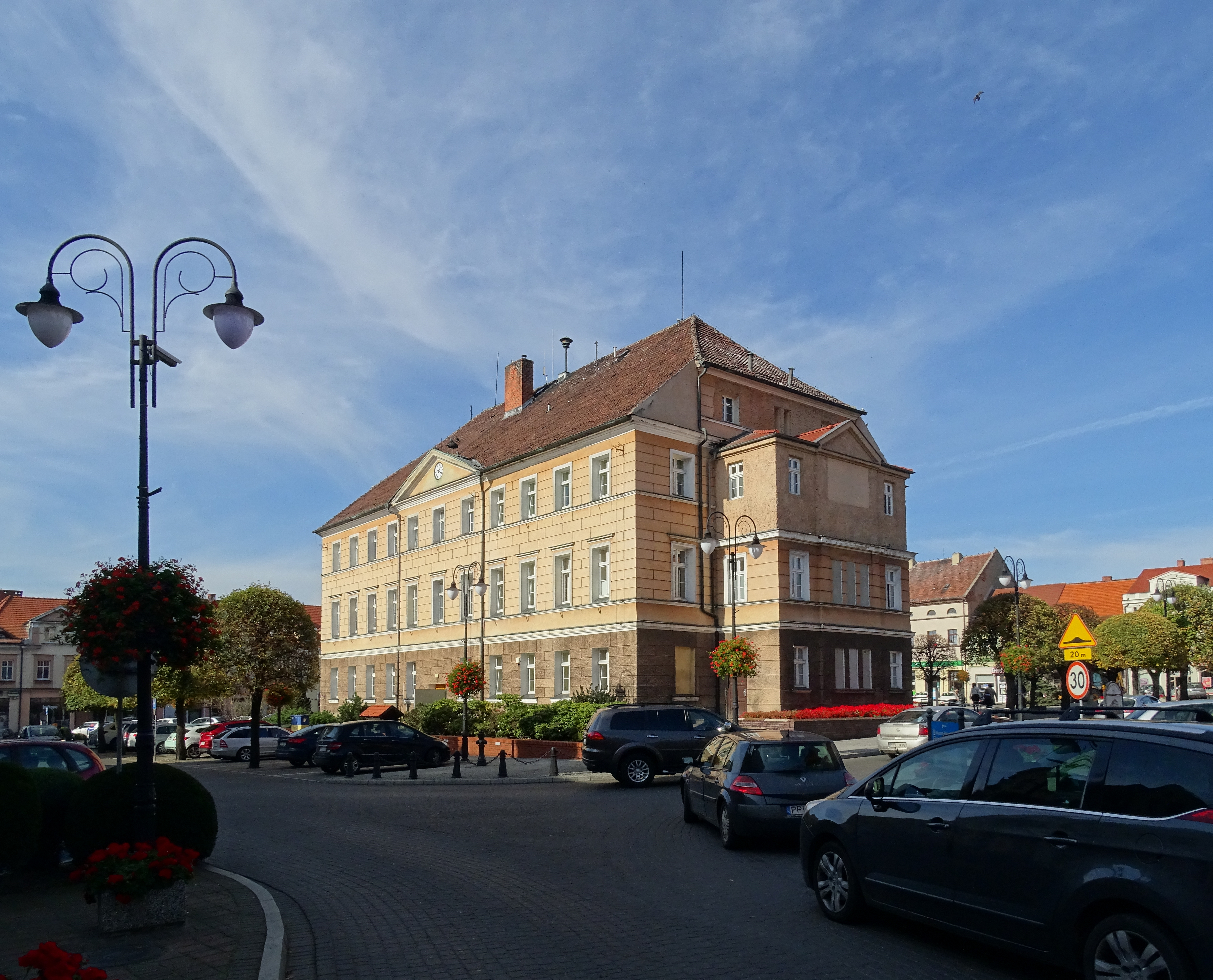
Ратуша.
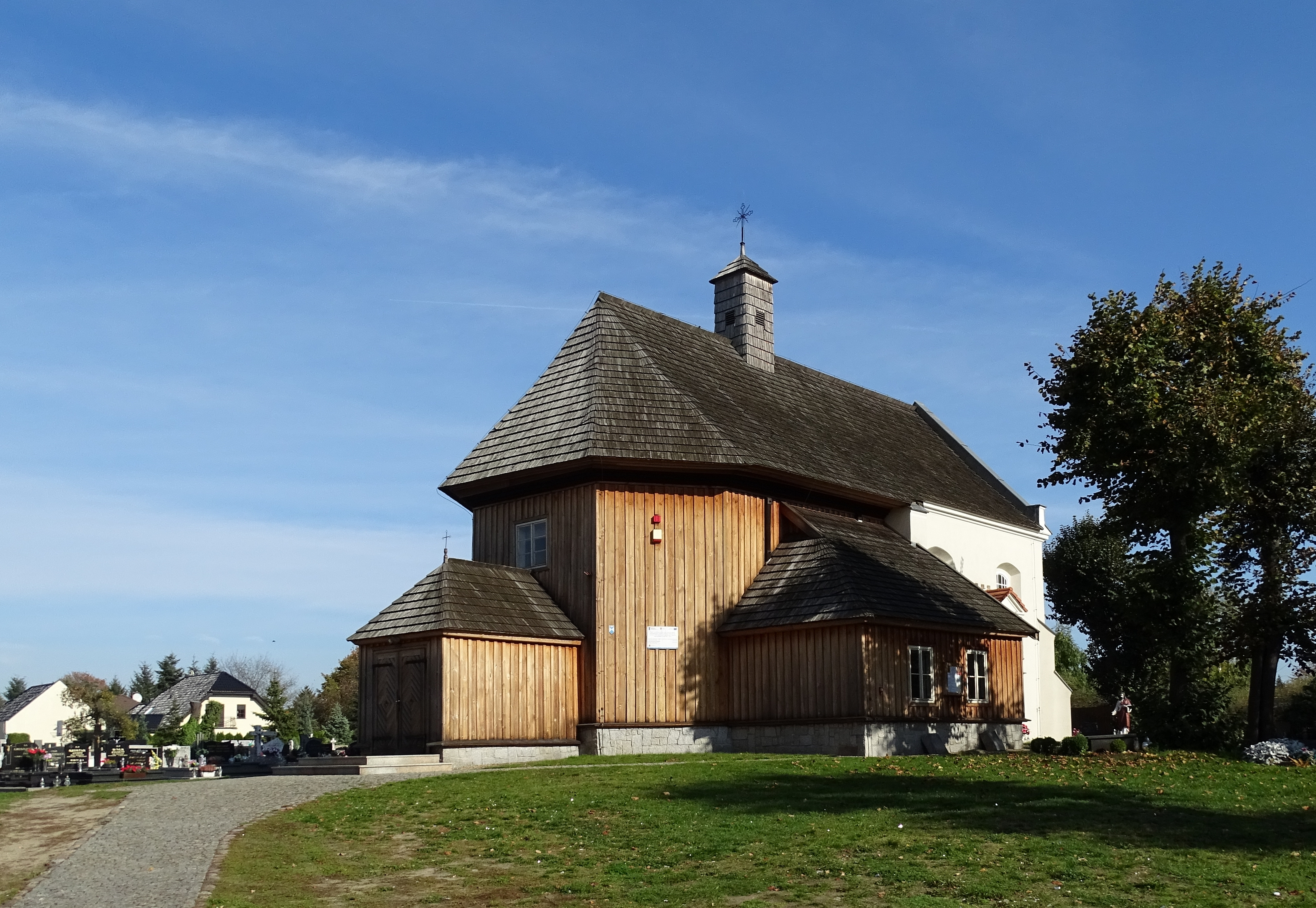
Церковь Святого Флориана, рубеж XV / XVI в.